# Mesone eta
Il mesone eta (η) e il mesone eta primo (η′) sono mesoni costituiti da una miscela di quark up, down e strange e i loro antiquark. Il mesone eta charmed (ηc) e il mesone eta bottom (ηb) sono forme di quarkonio; essi hanno lo stesso spin e parità dell'eta leggero ma sono fatti rispettivamente di quark charm e quark bottom. Il quark top è troppo pesante per formare un simile mesone (mesone eta top, simbolo ηt) a causa del suo velocissimo decadimento.
L'eta venne scoperto nelle collisioni pione-nucleone al Bevatrone nel 1961.
La differenza tra la massa dell'η e quella dell'η′ è maggiore di quanto il modello a quark possa naturalmente spiegare. Questo "puzzle η-η′" viene risolto tramite gli istantoni.